# Metrom Brașov
Metrom Brașov war ein rumänischer Fußballverein aus Brașov. Er spielte insgesamt 20 Jahre in der zweiten rumänischen Fußballliga, der Divizia B, und stand im Achtelfinale um den rumänischen Pokal.

## Geschichte
Metrom Brașov wurde im Jahr 1937 als Sportverein des rumänischen Rüstungskonzerns Metrom gegründet. In der Saison 1939/40 spielte er als Astra Metrom Brașov erstmals in der zweiten rumänischen Fußballliga, der Divizia B, zog sich aber nach der Hinrunde zurück.
Da die dritte rumänische Spielklasse in den 1940er- und 1950er-Jahren nur unregelmäßig durchgeführt wurde, dauerte es 23 Jahre, bis Metrom im Jahr 1963 in den überregionalen Spielbetrieb zurückkehrte. Schon im Jahr 1966 gelang dem Klub der Aufstieg in die Divizia B. Dort kämpfte er von Beginn an um den Klassenerhalt. Dieses Unternehmen gelang vier Jahre in Folge, ehe der Verein im Jahr 1971 wieder absteigen musste. Nachdem direkten Wiederaufstieg konnte er die Saison 1972/73 in der Staffel 2 auf dem sechsten Platz abschließen. Nach zwei weiteren Platzierungen im Mittelfeld musste Metrom am Ende der Spielzeit 1975/76 erneut den Gang in die Divizia C antreten.
Der Wiederaufstieg gelang Metrom nicht. Der Klub konnte sich in den folgenden Jahren zwar im vorderen Mittelfeld platzieren, schaffte es jedoch nicht, um die Rückkehr in die Divizia B mitzuspielen. Nach zehn Jahren folgte gar der Abstieg in die regionale Divizia D. Drei Jahre später kehrte Metrom im Jahr 1989 mit einem vierten Platz eindrucksvoll in die Divizia C zurück und stieg im Jahr 1991 abermals in die Divizia B auf. Dort sicherte er sich am Ende der Spielzeit 1991/92 den vierten Platz in der Staffel 3, was bis dahin der größte Erfolg des Klubs war. Auch die folgenden Jahre schloss Metrom im vorderen Mittelfeld ab. Am Ende der Saison 1995/96 wurde mit dem dritten Platz die beste Platzierung in der Vereinsgeschichte erreicht. Der Aufstieg in die Divizia A wurde mit elf Punkten hinter Oțelul Târgoviște klar verpasst. An diesen Erfolg konnte der Verein in der Liga nicht mehr anknüpfen. Der Klub rutschte ins Mittelfeld ab. In der Saison 2000/01 erreichte er durch einen Sieg gegen Erstligist Astra Ploiești das Achtelfinale um den rumänischen Pokal, schied dort aber gegen den FC Național Bukarest aus. Nach Saisonende verkaufte Metrom seine Lizenz an Absteiger Cimentul Fieni und nahm dessen Platz in der Divizia C ein. Dort schloss der Klub die Spielzeit 2001/02 auf dem ersten Platz ab.

## Bekannte Spieler
- Sorin Şişcă
- Adrian Furnică (1969–1976)
- Marian Paraschivescu (1971–1973)
- Stelian Anghel (1971–1972)
- Dan Păltinișanu (1972–1973)
- Nicuşor Bucur (1974–1975)
- Adrian Măsar (1989–1993); (1994–1995)
- Giani Belean (1989–1990); (1994–1995); (1996–1997); (1997–1998)
- Zold Lajos (1989–1990)
- Florin Beraru (1989–1990)
- Răzvan Pancu (1991–1992)
- Daniel Bona (1994–1996)
- Cornel Ioan Coman (2001–2002)
- Florin Harap (2001–2003)
- Cristian Coteanu (1999–2001)
- Constantin Marin Constantinescu (2000–2001)
- Florin Manea (2000–2001)
- Virgil Marşavela (1996–2000); (2000–2001)
- Cristian Strelțov (1997–1998); (1999–2000)
- Ion Mihai (1997–1998); (1998–1999)
- Vasile Elca (1998–1999)
- Vasile Tatarciuc (1998–2001)
- Alexandru Mărginean (1997–1998)
- Ionel Cazangiu (1994–1995); (1998–1999)
- Florin Cornel Stângă (1999–2001)
- Ovidiu Constantin Panaitescu (1996–1997)
- Gigi Gorga (1997–2000)
- Gabriel Mirceoiu (1990–2002)
- Florin Dârvăreanu (1990–2002)
- Petre Deselnicu
- Ovidiu Clinci (1994–1995)
- Ovidiu Voicu (1994–1995); (1997–1998)
- Eduard Voicu (1997–1998)
- Decu Costea (1994–1995); (1995–1996)
- Cornel Vişan (1997–1998)
- Liviu Ciugolia

## Bekannte Trainer
- Gabriel Stan (1988–1995)
- Eugen Moldovan (1994–1996)
- Virgil Roşu (1998–1999)

## Erfolge
- Aufstieg in die Divizia B: 1939, 1966, 1972, 1991
- Achtelfinale um den rumänischen Pokal: 2001